# یونیون (واشینگتن)
یونیون (به انگلیسی: Union) یک منطقهٔ مسکونی در ایالات متحده آمریکا است که در واشینگتن واقع شده‌است. یونیون ۶۳۱ نفر جمعیت دارد.